# The B-Sides Collection
The B-Sides Collection è il terzo EP del cantautore britannico Steven Wilson, pubblicato il 7 dicembre 2020 dalla Caroline Records.

## Descrizione
Contiene le b-side di due singoli tratti dal sesto album The Future Bites, ovvero Eminent Sleaze e 12 Things I Forgot, originariamente pubblicati tra ottobre e novembre dello stesso anno nei soli formati fisici.
Una versione alternativa della terza traccia Move Like a Fever è apparsa successivamente nell'edizione deluxe di The Future Bites.

## Tracce
Testi e musiche di Steven Wilson, eccetto dove indicato.
1. Eyewitness – 5:19
2. In Floral Green – 5:33 (John Mitchell) – originariamente interpretata dai Lonely Robot
3. Move Like a Fever – 6:14
4. King Ghost (Tangerine Dream Mix) – 9:23

## Formazione
Musicisti
- Steven Wilson – voce, sintetizzatore (tracce 1 e 3), chitarra elettrica e basso (traccia 1), chitarra e tastiera (traccia 2), programmazione e chitarra acustica (traccia 3)
- David Kosten – memorymoog e programmazione (traccia 1)
- Michael Spearman – batteria (traccia 1)
- Wendy Harriott – voce (traccia 1)
- Bobbie Gordon – voce (traccia 1)
- Crystal Williams – voce (traccia 1)
- John Mitchell – chitarra, basso e tastiera (traccia 2)
- Craig Blundell – batteria (traccia 2)
- Thorsten Quaeschning – sintetizzatore e sintetizzatore modulare (traccia 4)
- Hoshiko Yamane – violino elettrico e viola elettrica (traccia 4)
- Ulrich Schnauss – sintetizzatore (traccia 4)
- Paul Frick – sintetizzatore (traccia 4)

Produzione
- David Kosten – produzione e missaggio (traccia 1)
- Steven Wilson – produzione (tracce 1-3), missaggio (tracce 2 e 3)
- John Mitchell – produzione (traccia 2)
- Thorsten Quaeschning – missaggio (traccia 4)
- Paul Frick – missaggio (traccia 4)